# Vale de Najrã
Vale de Najrã ou Uádi Najrã (em árabe: وادي نجران; romaniz.: Wadi Najran) é um vale (uádi) da Arábia Saudita situado na região de Najrã. Flui na direção oeste-leste e ao longo de seu curso há várias cidades e vilas. Agricultura extensiva é praticada em suas margens e nele há uma represa inaugurada em 1982.